# Aktiengesellschaft (Italien)
Die Società per azioni (abgekürzt S.p.A.; in Südtirol deutsch Aktiengesellschaft, abgekürzt AG) ist eine Rechtsform für Aktiengesellschaften in Italien.
Die S.p.A. ist im italienischen Codice civile in den Artikeln 2325–2510 definiert und entspricht in etwa einer Aktiengesellschaft anderer Länder. Der Gesellschafter ist beschränkt haftbar und am Unternehmen durch Aktien beteiligt.
Als Rechtsform weist die S.p.A. fünf Merkmale auf, die stets vorhanden und allgemein anerkannt sind: Rechtspersönlichkeit, Haftungsbeschränkung, übertragbare Anteile, Eigentum der Aktionäre und Verwaltung durch einen Verwaltungsrat im Namen der Aktionäre. Aufgrund dieser Merkmale kann eine S.p.A. große Kapitalbeträge beschaffen, indem sie viele Anleger zum Kauf ihrer Aktien anregt, was die S.p.A. für große Unternehmen geeignet macht.